# Luca Ciriani
Luca Ciriani (ur. 26 stycznia 1967 w Pordenone) – włoski polityk i samorządowiec, senator, od 2022 minister.

## Życiorys
Ukończył studia z zakresu literatury na Uniwersytecie w Trieście. Działał we Włoskim Ruchu Społecznym, następnie w Sojuszu Narodowym i ugrupowaniu Lud Wolności. W 1995 został radnym miejscowości Fiume Veneto. Od 1998 do 2018 zasiadał w radzie regionu Friuli-Wenecja Julijska, w latach 2001–2003 i 2008–2013 pełnił funkcję asesora we władzach regionu.
W 2015 dołączył do stronnictwa Bracia Włosi. Z jego ramienia w 2018 został członkiem Senatu. Przewodniczył frakcji senackiej swojej partii. Do izby wyższej został wybrany także w 2022.
W październiku 2022 objął stanowisko ministra bez teki do spraw kontaktów z parlamentem w nowo utworzonym rządzie Giorgii Meloni.
Brat polityka Alessandra Cirianiego.